# Bold Orion
Bold Orion ([boʊld əˈraɪən], аутентич. произн. «Болд Ора́йен»,, в пер. «Орион отчётливый») — американская баллистическая ракета воздушного базирования (первая в мировой истории) из «звёздной» серии (под размещение на внешней подвеске переоборудованного стратегического ракетоносца B-47B Stratojet). Предназначалась для применения в качестве противоракеты и для уничтожения советских спутников на низкой околоземной орбите. Была разработана компанией «Мартин» в Орландо и Балтиморе по заказу ВВС США. Разработкой подкрыльевого пускового устройства, бортовой системы управления вооружением и интеграцией ракеты занималась компания—изготовитель оригинальных самолётов-носителей «Боинг» в Сиэтле. Ракета с пусковым устройством и системой наведения интегрированной в бортовую систему управления вооружением вместе с самолётом-носителем представляли собой комплекс, которому был присвоен общевойсковой индекс WS-199B.

## История
Аванпроект
Первоначально, ракета проектировалась одноступенчатой. Впоследствии, была добавлена вторая ступень класса «Альтаир» (разработанная для применения в ракетах семейства «Вэнгард»).
Испытания
В период с 26 мая 1958 года по 13 октября 1959 года, группа испытателей, включавшая в себя инженеров компании по лётным испытаниям и специалистов ВВС США, провели двенадцать испытательных пусков. Последний двенадцатый пуск был боевым, в качестве мишени использовался спутник «Эксплорер-6». Маршрут полёта самолёта-носителя пролегал вдоль побережья Флориды в направлении острова Уоллопс у побережья Виргинии. Поставленная задача по перехвату космической цели была выполнена, данные полученные с бортовой телеметрической аппаратуры вместе с показаниями наземных оптических и радиолокационных станций слежения подтвердили факт выполнения учебной задачи испытаний.
| Дата                                                                          | Полигон                                                                       | Ступеней                                                                      | Апогей                                                                        | Краткое описание полёта | Результат                                                                     |
| Проверка аэродинамических качеств и инерциальной навигационной системы ракеты | Проверка аэродинамических качеств и инерциальной навигационной системы ракеты | Проверка аэродинамических качеств и инерциальной навигационной системы ракеты | Проверка аэродинамических качеств и инерциальной навигационной системы ракеты | Проверка аэродинамических качеств и инерциальной навигационной системы ракеты | Проверка аэродинамических качеств и инерциальной навигационной системы ракеты |
| ----------------------------------------------------------------------------- | ----------------------------------------------------------------------------- | ----------------------------------------------------------------------------- | ----------------------------------------------------------------------------- | --- | ----------------------------------------------------------------------------- |
| 26 мая 1958                                                                   | База ВВС США на мысе Канаверал                                                | I                                                                             | 8 км                                                                          | | успешный                                                                      |
| 27 июня 1958                                                                  | База ВВС США на мысе Канаверал                                                | I                                                                             | 12 км                                                                         | | аварийный                                                                     |
| 18 июля 1958                                                                  | База ВВС США на мысе Канаверал                                                | I                                                                             | 100 км                                                                        | | успешный                                                                      |
| 25 сентября 1958                                                              | База ВВС США на мысе Канаверал                                                | I                                                                             | 100 км                                                                        | | успешный                                                                      |
| 10 октября 1958                                                               | База ВВС США на мысе Канаверал                                                | I                                                                             | 100 км                                                                        | | успешный                                                                      |
| 17 ноября 1958                                                                | База ВВС США на мысе Канаверал                                                | I                                                                             | 100 км                                                                        | | успешный                                                                      |
| 8 декабря 1958                                                                | База ВВС США на мысе Канаверал                                                | II                                                                            | 200 км                                                                        | | успешный                                                                      |
| 16 декабря 1958                                                               | База ВВС США на мысе Канаверал                                                | II                                                                            | 200 км                                                                        | | успешный                                                                      |
| 4 апреля 1959                                                                 | Атлантический ракетный испытательный полигон                                  | II                                                                            | 200 км                                                                        | | успешный                                                                      |
| 8 июня 1959                                                                   | Атлантический ракетный испытательный полигон                                  | I                                                                             | 100 км                                                                        | | успешный                                                                      |
| 19 июня 1959                                                                  | Канаверал                                                                     | I                                                                             | 100 км                                                                        | | успешный                                                                      |
| Отработка потенциала применения ракеты для решения противоспутниковых задач   |                                                                               |                                                                               |                                                                               | |                                                                               |
| 13 октября 1959                                                               | Атлантический ракетный испытательный полигон                                  | II                                                                            | 200 км                                                                        | запуск осуществлялся с высоты 10,7 км по космической цели, пролетающей на низкой околоземной орбите, бортовая телеметрическая аппаратура зафиксировала пролёт инертной БЧ ракеты в пределах 6,4 км от цели, что было допустимым вероятным отклонением при условии пуска ракеты с мегатонной ЯБЧ | успешный                                                                      |

## Тактико-технические характеристики
Источники информации : 
Общие сведения
- Категории поражаемых целей — космические аппараты в околоземном космическом пространстве, движущиеся по баллистической траектории

Самолёт-носитель
- Модель — YDB-47B
- Максимальная взлётная масса — 99,89 т
- Практический потолок — 10,09 км
- Крейсерская скорость полёта — 802 км/ч
- Полётный радиус с боевой нагрузкой — 3218 км

Система управления полётом
- Тип системы управления полётом ракеты — инерциальная

Зона обстрела
- Досягаемость по высоте (вертикальной дальности до цели) — более 200 км
- Досягаемость по дальности (наклонной) — 3200 км
- Практическая дальнобойность — 1770 км
- Высота пуска — около 10 км

Аэродинамические характеристики
- Аэродинамическая компоновочная схема — нормальная
- Начальная скорость полёта = скорость самолёта-носителя в момент отцепки
- Маршевая скорость полёта — свыше 7408 км/ч
- Активный участок траектории полёта — 29 сек

Массо-габаритные характеристики
- Длина ракеты — 11300 мм
- Диаметр корпуса на миделе — 790 мм

Боевая часть
- Тип БЧ — моноблочная

Двигательная установка
- Тип ДУ — двухдвигательная

## Комментарии
1. ↑  В русскоязычных материалах в письменной форме чаще встречается транслитерационный вариант перевода «Болд Орион».
2. ↑  Термин из астрономии и морской навигации, типичный для названий ракет «звёздной» серии.